# Елеонора Бентивольо
Елеонора Бентивольо (на италиански: Eleonora Bentivoglio; * малко пр. 2 април 1470, † 10 март 1540) е чрез брак господарка на Сасуоло (1499 – 1500) и регентка на сина си Алесандро (1501 – 1505) и на племенника си Диберто II ̈(1517 – 1525).

## Произход
Тя е дъщеря на Джовани II Бентивольо ( * 1443, † 1508), фактически господар на Болоня, и на съпругата му Джиневра Сфорца (* 1440, † 1507). Има петнадесет братя и сестри, сред които:
- Франческа (* 1468, † 1504), съпруга на Галеото Манфреди, господар на Фаенца, и на  Гуидо II Торели, бивше религиозно лице, кондотиер
- Анибале II (* 1469, † 1540), господар на Болоня (1511 – 1512), кондотиер, съпруг на Лукреция д'Есте
- Антонгалеацо (* 1472, † 1525), прелат
- Алесандро (* 1474, † 1532), граф на Кампаня, съпруг на Иполита Сфорца
- Ермес (* 1475, † 1513), кондотиер, пфалцграф (1498), съпруг на Якопа Орсини
- Камила (* 1480, † 1529), съпруга на Пиро Гонзага, кондотиер, граф на Родиго (1499 – 1521), сеньор на Боцоло (1527 – 1529) и на Сан Мартино дал'Арджине
- Изота, монахиня в манастира „Корпус Домини“ в Болоня
- Лаура († 1523), съпруга на Джовани Гонзага, кондотиер, господар на Весковато; поставя началото на клона Гонзага ди Весковато
- Виоланте, съпруга на Пандолфо IV Малатеста, кондотиер, господар на Римини и на други градове в Романя
- Бианка († 1519), съпруга на Николо Мария Рангони, кондотиер, господар на Спиламберто и Кординяно.

Има и един полубрат и една полусестра от първия брак на майка си.

## Биография
Ерколе I д'Есте отстъпва Сасуоло на Джиберто III Пио ди Савоя през 1499 г. като феод на херцогство Модена. Тъй като Джиберто умира, инвеститурата е дадена на малкия Алесандро, неговия първороден син. След смъртта му Елеонора управлява града от името на сина си от 1501 до 1505 г. и отново от 1517 до 1525 г. от името на своя племенник.
На 24 май 1503 г. тя получава разрешение от Алфонсо I д'Есте да организира панаир в Сасуоло, освободен от мита и други данъци, които по онова време представляват такова бреме, че затрудняват търговията. Панаирът все още се провежда всяка неделя през октомври.

## Брак и потомство
∞ 7 октомври 1486 г. за Джиберто III Пио ди Савоя, съгосподар на Карпи, назначен за капитан на Болоня две години по-рано от Джовани II Бентивольо, от когото има четирима сина и две дъщери:
- Алесандро Пио ди Савоя (* 26 октомври 1487, † април 1517), господар на Сасуоло;
- Джероламо Пио ди Савоя († 25 октомври 1528, Ферара) [7], военен в служба на семейство Есте, обезглавен за заговор; [8]
- Костанцо Пио ди Савоя, учен;
- Марко Пио ди Савоя (* 10 май 1497, †14 септември 1544) [9], посланик на Есте, ∞ за Лукреция Роверела, от когото има двама сина; прародител на Джиберто Пио ди Савоя, последният господар на Сасуоло.[8]
- Иполита Пио ди Савоя (* 1492, † 1554), монахиня в манастира „Корпус Домини“ в Болоня[10];
- Елеонора Пио ди Савоя (* 1493,†1 556), монахиня в манастира „Корпус Домини“ в Болоня[10] .

## В изкуството
Тя е изобразена заедно с цялото семейство Бентивольо на олтарната картина на Лоренцо Коста, и до днес съхранявана в църквата „Сан Джакомо Маджоре“ в Болоня.